# Elvira Schmidt
Elvira Schmidt (* 10. Juli 1970 in Eisenstadt) ist eine österreichische Politikerin der Sozialdemokratischen Partei Österreichs (SPÖ). Ab 2014 war sie stellvertretende Bundesparteivorsitzende der SPÖ, seit März 2018 ist sie Abgeordnete zum Landtag von Niederösterreich, wo sie seit März 2025 als Dritte Präsidentin amtiert.

## Leben

### Ausbildung und Beruf
Elvira Schmidt besuchte nach Volks- und Hauptschule in Pottendorf das Bundesoberstufenrealgymnasium (BORG) am Theresianum Eisenstadt, wo sie 1988 maturierte. Anschließend begann sie ein Studium an der Universität Wien, von 1990 bis 1993 besuchte sie die Pädagogische Akademie (PÄDAK) in Baden mit dem Lehramt für Hauptschulen in den Fächern Mathematik, Geschichte und Informatik. Danach war sie bis 2011 als Lehrerin an der Polytechnischen Schule (PTS) in Kottingbrunn. Seit 2011 ist sie Direktorin an der Neuen Mittelschule (NMS) in Hirtenberg.

### Politik
Elvira Schmidt gehörte seit 1995 dem Gemeinderat in Pottendorf an, seit 1999 ist sie dort Gemeindevorstand. Seit 2003 fungiert sie als SPÖ-Bezirksfrauenvorsitzende in Baden und seit 2014 als SPÖ-Landesfrauenvorsitzende in Niederösterreich. Ab 2014 war sie außerdem stellvertretende Bundesparteivorsitzende der SPÖ.
Am 22. März 2018 wurde sie in der konstituierenden Landtagssitzung der XIX. Gesetzgebungsperiode als Abgeordnete zum Landtag von Niederösterreich angelobt, wo sie als Frauensprecherin fungiert. Sie übernahm nach der Wahl von Franz Schnabl als Landeshauptfrau-Stellvertreter dessen frei gewordenes Landtagsmandat.
Im Mai 2021 gab sie neben Eva Maria Holzleitner und Mireille Ngosso ihre Kandidatur für die Nachfolge von Gabriele Heinisch-Hosek als Bundesvorsitzende der SPÖ Frauen bekannt.
Nach dem Wechsel von Eva Prischl in die Landesregierung Mikl-Leitner III wurde Schmidt am 27. März 2025 als deren Nachfolgerin mit 52 gültigen Stimmen zur Dritten Landtagspräsidentin gewählt.